# التحالف الثلاثي المكسيكي
التحالف الثلاثي التحالف الثلاثي المكسيكي (ناهيوتل) أو إمبراطورية ازتك بدأت كتحالف من ثلاث مدن ولايات نوهوا أو «ألتبلت» تينوختيتلان وتكسكوكو وتالكوبان. حكمت الولايات المدنية المنطقة حول وادي المكسيك من عام 1428 حتى هزمتهم القوات المشتركة من الغزاة الأسبان وحلفائهم المحليين تحت هرنانكورتس في عام 1521. شكل التحالف الثلاثي من الفصيل المنتصر في الحرب بين مدينة ازكابوتزالكو ومقاطعاتها الرافدة السابقة. على الرغم من التصورالأولي للإمبراطورية كالتحالف من ثلاث مدن. أسست مدينة تينوختيتلان نفسها سريعا كشيرك مهيمن. وصلت إسبانيا بحلول عام 1520 اراضي الحلفاء التي حكمها تينوختيتلان بشكل فعال والشركاء الآخرين في التحالف توالت ادوار فرعية.
شن التحالف حروب الغزو وتوسعت بسرعة بعد تشكيلها. حكم التحالف معظم وسط المكسيك بالإضافة إلى بعض المناطق الأكثر بعدا في أمريكا الوسطى. وقد وصف العلماء حكم الأزتك بأنه «المهيمن» أو «المخادع» غالبا مايترك حكام المدن المغزوة سلطتهم طالما وافقت على دفع جزية نصف سنوية للتحالف أو زودت دعما عسكريا في الحروب معا لدول المعادية.

## أصل التسمية
كلمة «ازتك» اكتشاف حديث ولم يعترف بها الناس انفسهم. استخدمت بأشكال مختلفة للإشارة إلى إمبراطورية التحالف الثلاثي، يتحدث الناس الناهيوتل في وسط المكسيك قبل الغزو الأسباني أو تحديدا العرق المكسيكي من الشعوب الناطقة بالناهيوتل. اتى الأسم من كلمة ناهيوتل وتعني «ناس من أزتلان» ويعكس أصل مكان أسطوري لشعوب ناهوا.الهدف من هذا المقال بأن «ازتك» تشير فقط إلى تلك المدن التي شكلت أو خضعت للتحالف الثلاثي.
لأستخدام أوسع للمصطلح، راجع المقالة آزتك.

## التاريخ
قبل إمبراطورية ازتك
وادي المكسيك وقت فتح إسبانيا. كانت شعوب ناهوا بالأصل ليست من السكان الأصليين لوسط المكسيك ولكنها تنحدر من شعوب تشيتشمك الذين نزحوا إلى المنطقة من الشمال في اوائل القرن الثالث عشر. وفقاً للمخطوطات التصويرية التي سجلت تاريخ الازتك ومكان الازتك الاصلي كان يسمى ازتلان.
استقر النازحون في حوض المكسيك والأراضي المحيطة به بإنشاء سلسلة من مدن الولاية معتمدة.
في وقت سابق، حكم ملوك ثانويين وضعفاء مدن ناهوا ويسمون «تلاتوك» (مفردها «تلاتوني»).
معظم المدن والبلدات التي انشأت في المنطقة قبل نزوح ناهوا اليها اندمجت ثقافتها مع ناهوا.
خاضت سابقا مدن الولاية حروب مختلفة، حروب على نطاق صغير مع بعضها البعض ولكن بسبب الطبيعة الحائلة بين الحلفاء لا يوجد مدينة واحدة تملك السلطة. كان المكسيكيون اخر مهاجري ازتلان قدوما في وسط المكسيك.
دخلوا حوض المكسيك حوالي عام 1250 للميلاد بالوقت الذي طالبت بذلك معظم الأراضي الزراعية. اقنع المكسيكيون ملك كولهواكان بالسماح لهم في الأستقرار في رقعة ارض قاحلة تسمى تشابولتيبيك أو تلال جندب.
أصبحت المكسيك متعاقدة للمرتزقة للكولهواكان.
بعد أن قام ملك كواكلان بخدمة عسكرية في المعركة، منح المكسيكيون واحدة من بناته الحكم وفقا للحسابات الاصلية الخرافية، فإن الحاكمة المكسيكية ضحت بنفسها بقشع جلدها.ووفقا لتاريخ ازتك الأصلي قد حدث ذلك بأمر من ألهتهم ويتزيلوبوتشتلي. عندما علم ملك كولوهواكان بذلك هاجم بجيشة لطرد المكسيكي تيزابان بالقوة.ثم انتقل المكسيكيون إلى جزيرة في وسط بحيرة تيكسوكو حيث النسور بنت اعشاشها على صبار النوبال. فسر المكسيكيين ذلك على انها علامة من ألاهتهم، وأسسوا مدينتهم الجديدة تينوختيتلان في هذة الجزيرة في سنة البيتالثانيفي عام 1325 من الميلاد.
تحالفت المدينة المكسيكية الجديدة مع مدينة أزكابوتزاكلو وتقوم بدفع الجزية لملكها تيزوزوموك.وبمساعدة المكسيك بدأت أزكابوتزاكلو بالتوسع في إمبراطورية تابعة صغيرة. حتى هذا الوقت، لم يتم الأعتراف بحاكم المكسيك كملك شرعي. وتقدم قادة المكسيك بطلب بنجاح أحد ملوك كواكلان لتقديم ابنته للزواج داخل السلالة المكسيكية.
كما واصلت تبانكس أزكابوتزالكو توسيع مملكتهم بمساعدة المكسيك ونمت مدينة أكولوا من تيكسكوكو في السلطة في الجزء الشرقي من البحيرة. اندلعت الحرب في نهاية المطاف بين الدولتين ولعبت المكسيك دورا حيويا في غزو تيكسكوكو.وبحلول الوقت، نمت تينوختيتلان واصبحت مدينة رئيسية وتمت مكافئتها لولائها لتبانكس من خلال تلقي تيكسكوكو كمقاطعة تابعة.

## تبانكس والتحالف الثلاثي
توفي تيزوزوموك ملك تبانكس في عام 1426 , ودفعت أزمة الخلافة لحدوث حرب أهلية. ودعمت المكسيك وريث تيزوزوموك المفضل تياهاوه والذي تم تنصيبه بالبداية ملكا. سرعان ما اغتصب اخيه ماكستلا العرش وانقلب ضد تلك الفصائل التي عارضته ومن بينهم ملك المكسيك تشيمالبوبوكا. وتوفي تشيمالبوبوكا بعد وقت قصير ومن المحتمل ان يكون قد اغتالته ماكستلا.
بقي ملك المكسيك اتزكواتل متحديا لمكستلا وكان رد مكستلا بمحاصرة تينوختيتلان وطالب بزيادة مدفوعات الجزية. وقد قام مكستلا بانقلاب ضد الأكولهوا بالمثل، وفر ملك تيكسكوكو نيزاهوالكويوتل هاربا إلى المنفى. قام نيزاهوالكويوتل بتجنيد المساعدات العسكرية لملك هويشوتزينكو، وحصلت المكسيك على دعم من مدينة تابنيك المنشقة، تالكوبان. وفي عام 1427، ذهبوا إلى الحرب كلا من تينوختيتلان وتيكسكوكو وتلاكوبان وهويشوتزينكو مع أزكابوتزالكو وبرزت منتصرة في عام 1428.